# Lech Bończa-Bystrzycki
Lech Józef Bończa-Bystrzycki (ur. 9 lutego 1938 w Nowem koło Świecia) – polski ksiądz katolicki, profesor, doktor habilitowany, kapłan diecezji koszalińsko-kołobrzeskiej. Profesor zwyczajny Politechniki Koszalińskiej.

## Życiorys

### Praca duszpasterska
Po ukończeniu Seminarium Duchownego Administracji Apostolskiej ze stolicą w Gorzowie Wielkopolskim, 14 maja 1961, przyjął święcenia kapłańskie w kościele mariackim w Słupsku z rąk bpa Jerzego Stroby. Pracował duszpastersko w charakterze wikariusza w Chojnie (1961-1963), w Pełczycach (1963-1965), w Zielonej Górze (1965-1966) w parafii św. Jadwigi, w Szczecinie (1966-1967) w parafii Podwyższenia Krzyża św., w Myśliborzu (1967-1970), w Lęborku (1970-1972) w parafii NMP Królowej Polski, w Słupsku (1972) w parafii Mariackiej oraz jako proboszcz w Dobieszewie (1972-1976), w Wielkim Buczku (1976-1979) i w Łeknie (1980-1988). Odznaczony przez biskupa Ignacego Jeża expositorium canonicale. Bp Edward Dajczak skierował go 1 maja 2009 na emeryturę.

### Praca naukowa
Specjalizuje się z zakresu historii sztuki, zdobył z tej dziedziny w 1971 tytuł magistra na Uniwersytecie im. Adama Mickiewicza w Poznaniu i jednocześnie studiował tam historię, którą ukończył w 1971 również tytułem magistra. Na tej uczelni w 1976 obronił dysertację doktorską z dziedziny historii. W roku 1979/1980 przebywał w RFN w charakterze stypendysty naukowego w Instytucie für Europäische Geschichte, Abteilung Religionsgeschichte w Moguncji. W 1986 przeprowadził przewód habilitacyjny w Instytucie Historii UAM. W latach 1974–1979 pracował w charakterze wykładowcy w Wyższym Seminarium Duchownym w Gościkowie-Paradyżu (diecezja gorzowska) oraz w latach 1980-1991 w Wyższym Seminarium Duchownym w Koszalinie (diecezja koszalińsko-kołobrzeska). W latach 1988–1999 prowadził wykłady w Wyższym Instytucie Wiedzy Religijnej i Diecezjalnym Kolegium Teologicznym w Koszalinie. W dniu 30 lipca 1996 prezydent RP Aleksander Kwaśniewski nadał mu tytuł profesora nauk humanistycznych. W latach 1999–2004 prowadził działalność naukowo-dydaktyczną na Wydziale Teologicznym Uniwersytetu A. Mickiewicza w Poznaniu (sekcja w Koszalinie). W latach 1997–2004 zatrudniony był jako profesor nadzwyczajny i 1 marca 1998 na stanowisku profesora zwyczajnego na pierwszym etacie na Politechnice Koszalińskiej (Wydział Ekonomii i Zarządzania, Katedra Nauk Humanistycznych i Stosunków Międzynarodowych, kierownik Zakładu Historii Gospodarczej, specjalizacja Historii Administracji oraz Europeistyka) oraz w latach 2004-2008 na Uniwersytecie Szczecińskim (Wydział Teologiczny, Katedra Historii Kościoła). Od 2008 pracuje na stanowisku profesora zwyczajnego na Politechnice Koszalińskiej (Instytut Polityki społecznej i Stosunków Międzynarodowych w Zakładzie Filozofii i Psychologii Polityki).

## Dorobek naukowy
Posiada bardzo bogaty dorobek naukowy. Potwierdzają to jego publikacje, dotyczące historii Kościoła, historii gospodarczej, historii administracji i historii sztuki. Wydał drukiem w formie książek blisko trzydzieści monografii naukowych oraz ponad 100 artykułów naukowych w czasopismach krajowych i zagranicznych. Poza działalnością naukową i dydaktyczną Ksiądz Profesor zajmował się także pracą społeczną i organizacyjną. Piastował stanowisko kierownika Zakładu Historii Gospodarczej na Politechnice Koszalińskiej, pełnił także na tej uczelni funkcję kierownika Rady Bibliotecznej. Uczestniczy aktywnie w licznych konferencjach krajowych i zagranicznych, wygłaszając wiele referatów. 
Za dotychczasowe osiągnięcia naukowe w dniu 15 czerwca 2002 otrzymał Złoty Krzyż Zasługi, w 2003 uzyskał nagrodę II stopnia na Politechnice Koszalińskiej za wybitne osiągnięcia naukowe i społeczne. 23 czerwca 2008 za szczególne zasługi dla oświaty i wychowania otrzymał Medal Komisji Edukacji Narodowej i 22 września 2009 odznaczony został przez prezydenta RP Medalem Złotym za Długoletnią Służbę.